# Профессиональная баскетбольная лига
Профессиональная баскетбольная лига (ПБЛ) — элитный (высший) дивизион в клубной структуре российского мужского баскетбола. Организацией и проведением розыгрыша ПБЛ занимается одноимённая организация — «Профессиональная баскетбольная лига». Лига была образована в 2010 году и пришла на смену Суперлиге А, которая контролировалась Российской федерацией баскетбола.

## История создания
После обнародования в интернете 20 мая 2010 года аудиозаписи разразился крупный коррупционный скандал. Сергей Чернов сделал заявление, что хочет покинуть пост исполнительного директора (НУ) «Баскетбольная Суперлига А».
- 25 мая 2010 года на заседание представителей клубов мужской Суперлига А официально была принята отставка Сергея Чернова с поста исполнительного директора данного учреждения. На этом же заседании клубы договорились о том, что проведут чемпионат России по баскетболу 2009/2010 до конца и в будущем рассмотрят пути его реформирования.[4]
- 15 июня 2010 года на заседании Суперлиги десять ведущих мужских баскетбольных клубов объявили, что выходят из её состава и образуют новую лигу, которая будет проводить свой чемпионат.[5]
- 15 июня 2010 года клубы, покинувшие заседание Суперлига А, встретились и решили, что проведут заседание 21 июня 2010 года и ответят на вопросы, которые поступят на электронную почту, касающиеся устава новой лиги, регламента соревнований (вступительный взнос, требования к залам, лимит на легионеров и т. д.)[6][7][8]
- 21 июня 2010 года прошло заседание лиги. На нём обсуждали устав организации, а также приняли решение, что лига будет закрыта от вылетов.[9] Тогда же приняты были первые управленческие решения. Председателем попечительского совета лиги стал Андрей Ватутин, а генеральным директором — Гинас Руткаускас.[10][11]

Гинас Руткаускас обозначил первоочередные задачи лиги:
- Создать аппарат лиги;
- Разработать бренд лиги;
- Найти титульного спонсора;
- Составить календарь проведения соревнования лиги.

Андрей Ватутин обратил внимание на следующие моменты
- О подписание договора с РФБ о передаче полномочий проведения чемпионата России по баскетболу;
- Об организации трансляций каждого матча чемпионата;
- О вступлении в УЛЕБ.

Большинство руководителей клубов, учредивших «Профессиональную баскетбольную лигу», выступают за открытость бюджетов клубов без включения публикации платежных ведомостей с игроками. По вопросу введения потолка заработных плат есть стороны, которые не определились, и выступающие за и против этого предложения.
В сезоне 2010/2011 звание чемпиона страны будет разыграно в рамках Профессиональной баскетбольной лиги, пришедшей на смену Дивизиону «А» Суперлиги и объединяющий на сегодняшний день 10 сильнейших российских клубов. В свою очередь, второй дивизион национального чемпионата (ранее — Дивизион «Б» Суперлиги) теперь будет именоваться просто Суперлигой — как у мужчин, так и женщин.
21 сентября 2010 года РФБ и Профессиональная баскетбольная лига подписали договор о передаче прав на проведения чемпионата России по баскетболу сроком на три года. Бюджет профессиональной баскетбольной лиги в сезоне 2010—2011 составит 120 миллионов рублей, которые пойдут примерно равными долями на:
- оплату работы судей;
- функционирования лиги;
- выкуп прав на проведение чемпионата России по баскетболу.[17]

18 июня 2011 года состоялся Совет лиги. на нем было принято решение о том, чтобы исключить из числа участников
БК Динамо (Москва). Его место займет победитель Суперлиги 2011 БК Спартак-Приморье (Владивосток).
6 июля 2011 года новый президент РФБ Александр Красненков отправил в адрес ПБЛ изменения в договор о передаче прав на проведения чемпионата России по баскетболу. 22 июля на совете Лиги было принято решение о том, чтобы прежний договор отставить без изменений.
1 сентября 2012 на Совете ПБЛ утвердили нового генерального директора лиги – Павла Астахова и нового председателя Совета – Виктора Бычкова, вместо соответственно Гинаса Руткаускаса и Андрея Ватутина, которые оставили занимаемые посты.

## Объединение с Единой лигой ВТБ

### Хроника консультаций
18 июня 2011 года прошли консультации об объединении ПБЛ и Единой лиги ВТБ путём создания Восточно-европейской лиги с сезона 2012/2013.
24 июля 2011 года вновь прошли консультации об объединении ПБЛ и Единой лиги ВТБ.
2 декабря 2011 года прошли переговоры об объединении ПБЛ и Единой лиги ВТБ с учётом изменений в европейском клубном баскетболе (увеличение количество матчей в Евролиге и Еврокубке и упорядочение системе отбора на эти соревнования). Но они результатов не достигли..
16 января 2012 года президент Единой лиги ВТБ Сергей Иванов направил клубам ПБЛ письмо, в котором спрашивал готов ли клуб отказаться выступать в ПБЛ и участвовать в Единой лиге ВТБ и европейских клубных турнирах.
19 января 2012 года на совете лиге ПБЛ было сделано встречное предложение о присоединении Единой лиги ВТБ к Профессиональной баскетбольной лиге для скорейшего решения некоторых вопросов: договор о проведении чемпионат России с РФБ; членстве в УЛЕБ. Это решение поддержало руководство РФБ и Евролиги.
25 января 2012 года Сергей Иванов объявил о создании Восточно-европейской профессиональной баскетбольной лиги.
27 января 2012 года Андрей Ватутин, который занимается процессом объединения ПБЛ и Единой лиги, заявил, что ориентировочно в новой лиге будет 16 команд большинство из которых российские, которые сыграют в регулярном чемпионате из 30 туров. Чемпион России будет определяться по итогам плей-офф. Была достигнута устная договоренность с РФБ о передаче полномочий на проведения чемпионата России по баскетболу с ПБЛ на Восточно-европейскую лигу. Также он сказал об начале правовой подготовке создания Восточно-европейской баскетбольной лиги и о предстоящих переговорах с УЛЕБ.
27 января 2012 года Андрей Широков объявил о поиске дополнительных спонсоров для новой лиги.
14 марта 2012 года Андрей Ватутин сообщил, что концепция Восточно-европейской лиги будет разработана к 20 апреля 2012, а её учредительные документы готовы к 15 мая. Также он сообщил об успешных переговорах с Евролигой, которая представит свои предложения об объединенной лиги к середине апреля 2012 года.
В срок до 3 мая пройдет совместное заседание совета Единой лиги ВТБ и совета ПБЛ, на котором будет обсуждаться сами механизмы объединения.
Почти все участники Единой лиги ВТБ, которые представляют не Россию, выступают за сохранение её наименования в объединенном турнире.
16 апреля 2012 года состоялось заседание Совета ПБЛ, на котором произошло согласование концепции объединенного турнира.

### Итоги консультаций
1) В апреле-мае 2012 года Единая лига проводила переговоры об интеграции с Евролигой. По их итогам Единая лига получила право делегировать один клуб в квалификацию Евролиги. Она сохраняет своё название и в сезоне 2012/2013 проводить «финал четырёх» не будет. У Единой лиги будет полноценный плей-офф, а в регулярном чемпионате сыграют 20 команд в двух группах.
2) Права на проведения чемпионата России по баскетболу принадлежат РФБ и они по договору делегированы ПБЛ. В соответствии с регламентом ФИБА Единая лига ВТБ не может проводит чемпионат России по баскетболу и не может производит отбор участников в еврокубки от России.
3) Единая лига ВТБ и ПБЛ проводят свои чемпионаты одновременно. Причем результаты матчей российских клубов, выступающих в Единой лиги ВТБ между собой на групповом этапе, будут включены в зачет в чемпионата России.

## Партнеры и спонсоры ПБЛ
12 ноября 2010 года Турецкая компания BEKO стала титульным спонсором чемпионата России по баскетболу, проводимого под эгидой ПБЛ. 31 января 2011 года было подписано соглашение..
16 декабря 2010 года ПБЛ и Букмекерская контора «Лига ставок» подписали соглашение о сотрудничестве.
30 декабря 2010 года ПБЛ и телекомпания НТВ Плюс договорились о показе матчей чемпионата России по баскетболу. 7 декабря 2011 года Шведское агентство «IEC in Sports» купило у «НТВ-Плюс» права на трансляцию матчей чемпионата БЕКО ПБЛ в Европе до конца сезона.
6 мая 2011 года во время Финала Четырёх Евролиги в Барселоне ПБЛ вступила в УЛЕБ.
6 июня 2011 года ПБЛ и В Контакте договорились об информационном сотрудничестве.
6 октября 2011 года ПБЛ и американская компания «Spalding» заключили договор об использовании мячей фирмы и поставки формы для судей во время проведения чемпионата России по баскетболу в сезоне 2011/2012.

## Регламент
- 21 июня 2010 года было принято решение, что Профессиональная баскетбольная лига будет закрыта от «вылетов» команд.
- 29 июня 2010 года советом лиги утвердили лимит на легионеров (трое на баскетбольной площадке плюс трое на скамейке запасных)[61]
- 2 сентября 2010 года был утвержден календарь чемпионата России по баскетболу 2010/2011[62].